# Арион (стихотворение Пушкина)
«Арио́н» (вариант названия по первой строчке — «Нас было много на челне», под обозначением «Нас было много» вошло в списки стихотворений, предназначаемых для издания, составленные не позднее середины сентября 1831) — стихотворение А. С. Пушкина. Датируется, согласно помете в автографе, 16 июля 1827 г., опубликовано впервые без подписи в «Литературной газете» (редактор-издатель А. А. Дельвиг, друг и одноклассник А. С. Пушкина), 1830, № 43, стр. 52.
Стихотворение представляет собой прозрачную аллюзию на декабрьское восстание 1825 года («Нас было много на челне… Лишь я таинственный певец — На берег выброшен грозою…») и мотивы ссылки Пушкина.
Г. С. Глебов установил, что толчком для создания стихотворения стала статья Д. П. Ознобишина «Отрывок из сочинений об искусстве» (альманах «Северная лира», весна 1827), где пересказывалась история древнегреческого певца и поэта Ариона, спасшегося от смерти чудесною силою своего искусства. Античный миф у Пушкина переплелся с событиями своей жизни: спасение от участи, постигшей его «друзей, братьев, товарищей» — декабристов. 24 мая 1827 г., по приезде после семилетнего отсутствия в Петербург, поэт взялся за создание своего видения мифа о Арионе. Р. В. Иезуитова так видела этот замысел:

«Включив себя в центральный, собирательный образ стихотворения — пловцов, поэт смог, наконец, расставить все необходимые акценты, воссоздать не воображаемую, а вполне реальную ситуацию, указать на свою собственную роль в общем деле („пловцам я пел“), на то, что он также является жертвой пронесшейся над Россией бури, что он лишь чудом уцелел в ней. В образе „таинственного певца“ находит художественное воплощение мысль о тех грозных силах, которые выбросили его на берег, прежде чем эта сила (гроза) смяла и уничтожила его единомышленников и братьев».— http://feb-web.ru/feb/pushkin/serial/isb/isb-088-.htm?cmd=0
По цензурным условиям стихотворение не было включено ни в посмертное издание собрание сочинений Пушкина, ни в основные тома издания  Павла Анненкова (но было включено им в VII том (дополнительный) его издания собр. соч. Пушкина, 1857). Первым перепечатал стихотворение Лонгинов в своих «„Библиографических Записках“, XXXVIII, „Еще стихотворение Пушкина, не вошедшее в издание его сочинений (1830)“» («Современник», 1857, т. LXII, № 3, отд. V. стр. 92).
Перебеленный с поправками автограф находится в тетради ЛБ № 2367, л. 36. Опубликовано (очень неполно) В. Е. Якушкиным в описании рукописей Пушкина — «Русская старина», 1884, май, стр. 345. Опубликовано в виде вариантов Саитовым в «Материалах для академического издания сочинений А. С. Пушкина» Майкова, 1902, стр. 264.